# Rubia dolichophylla
Rubia dolichophylla är en måreväxtart som beskrevs av Alexander Gustav von Schrenk. Rubia dolichophylla ingår i släktet krappar, och familjen måreväxter. Inga underarter finns listade i Catalogue of Life.